# شركة النفط الوطنية الفنزويلية
بتروليوس دي فنزويلا, (شركة النفط الوطنية الفنزويلية) هو الشركة الفنزويلية المملوكة للدولة للنفط والغاز الطبيعي . وتشمل أنشطتها في استكشاف وإنتاج وتكرير وتصدير النفط فضلا عن استكشاف وإنتاج الغاز الطبيعي. منذ تأسيسها في 1 كانون الثاني / يناير 1976 مع تأميم الفنزويلي في صناعة النفط الفنزويلية وهي تهيمن على صناعة النفط من فنزويلا، وأكبر خامس دولة في العالم مصدرة للنفط .
احتياطيات النفط في فنزويلا هي الأكبر في العالم، وشركة النفط الوطنية الفنزويلية المملوكة للدولة توفر لحكومة فنزويلا موارد كبيرة التمويل. في أعقاب الثورة البوليفارية, شركة النفط الوطنية الفنزويلية كانت تستخدم أساسا كأداة سياسية من الحكومة. الأرباح كانت تستخدم أيضا للمساعدة في الرئاسة، مع الأموال الموجهة نحو حلفاء الحكومة الفنزويلية.
مع شركة النفط الوطنية الفنزويلية تم التركيز على مشاريع سياسية بدلا من إنتاج النفط، الأوضاع في التقنية الميكانيكية تدهورت في حين أن الموظف الخبرة إزالة التالية الآلاف من دوافع سياسية إطلاق النار. الكفاءة داخل الشركة أدى إلى أوجه القصور الخطيرة والحوادث فضلا عن الفساد المستشري. ونتيجة لذلك الآلاف من العمال تركوا عملهم في شركة النفط الوطنية الفنزويلية, خصوصا بعد شركة النفط الوطنية الفنزويلية وضعت تحت السيطرة العسكرية.

## احتياطيات القدرات

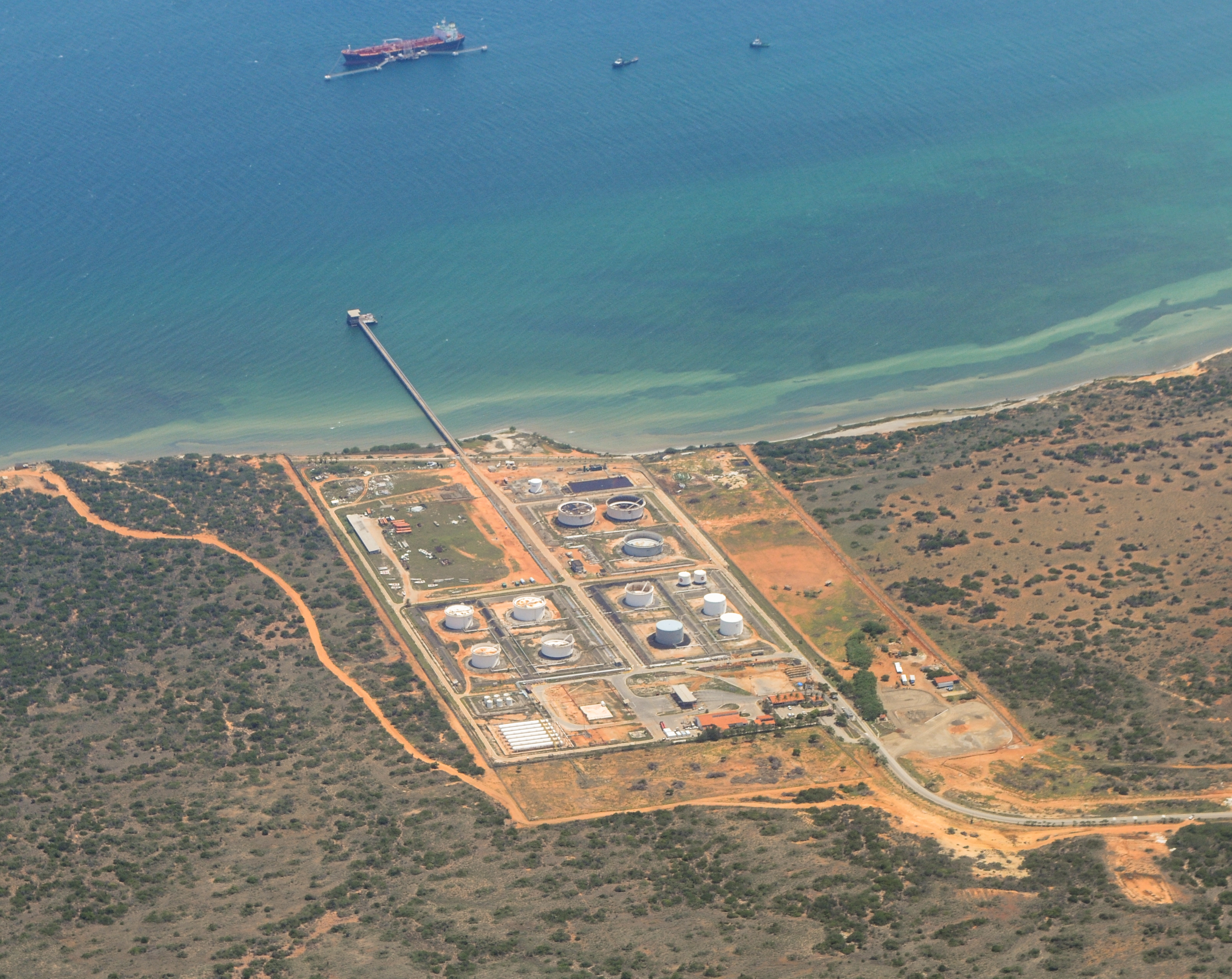
شركة النفط الوطنية الفنزويلية الغاز, Isla de Margarita

فنزويلا لديها 77.5 بليون برميل (1.232×1010 م3) التقليدية احتياطيات النفط وفقا لشركة النفط الوطنية الفنزويلية الأرقام الأكبر في نصف الكرة الغربي و يشكلون ما يقرب من نصف المجموع. وهذا يضع فنزويلا كما الخامسة في العالم في احتياطيات النفط التقليدية. أيضا بما في ذلك ما يقدر بنحو 235 بليون برميل (3.74×1010 م3) من القطران مثل اضافية من النفط الخام الثقيل في حزام اورينوكو المنطقة فنزويلا يدعى إجراء أكبر الهيدروكربونية احتياطيات في العالم. فنزويلا لديها أيضا 150 تريليون قدم مكعب (4.2×1012 م3) من احتياطيات الغاز الطبيعي. النفط الخام شركة النفط الوطنية الفنزويلية مقتطفات من أورينوكو المكرر في الوقود إيبنوموسلي اسمه 'أورمولوشن'.
شركة النفط الوطنية الفنزويلية لديه القدرة على الإنتاج، بما في ذلك الاستراتيجية الجمعيات العاملة الاتفاقات، 4 مليون برميل (640,000 م3) في اليوم الواحد (من 600 ، 000 m3). ويقول مسؤولون إنتاج حوالي 3.3 مليون برميل لكل يوم (520,000 م3/ي) على الرغم من أن معظم المصادر الثانوية مثل أوبك ، EIA وضع فنزويلا الناتج على الأقل 500,000 برميل لكل يوم (79,000 م3/ي) أقل.
مرتبات المنظمة تضاعفت ثلاث مرات خلال رئاسة هوغو تشافيز. إنتاج النفط انخفض بشكل حاد، قطرة من 700,000 برميل يوميا. ارتفاع أسعار النفط بدأت في عام 2002 وبلغت ذروتها في عام 2008 عند 147 دولارا للبرميل الواحد.

## أصول في الخارج

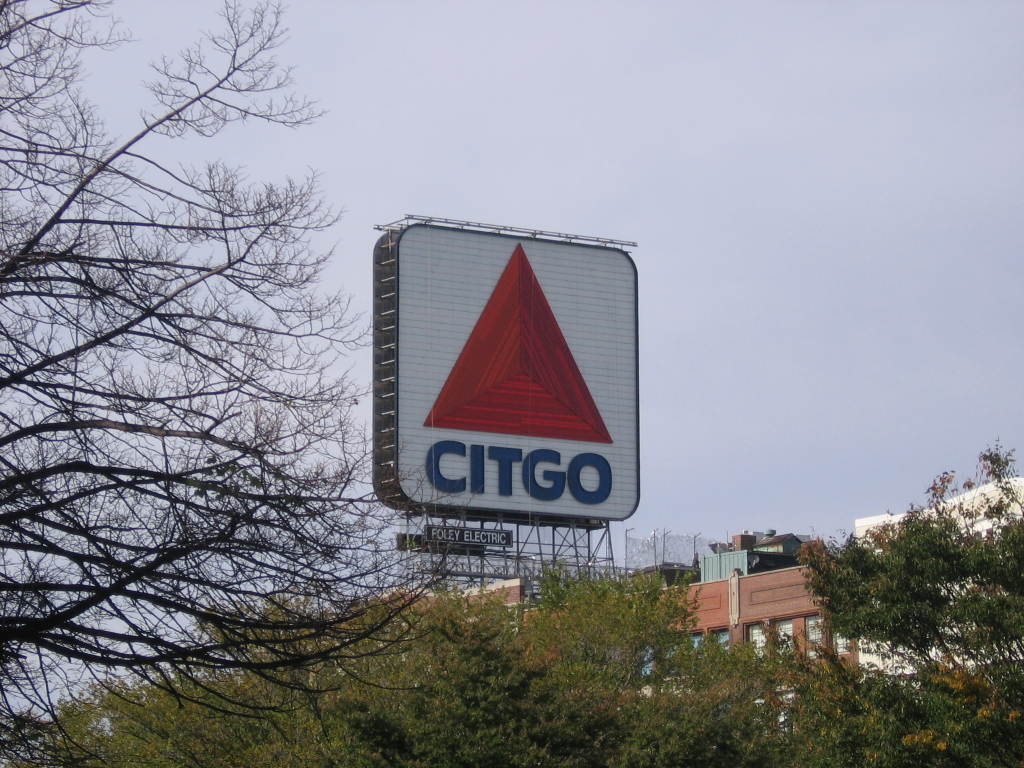
شعار سيتجو

- سيتجو للبترول، الولايات المتحدة – سيتجو هو 100 ٪ مملوكة من قبل شركة النفط الوطنية الفنزويلية.
- نيماس البترول، السويد – شركة النفط الوطنية الفنزويلية تمتلك حصة 50 ٪ مع فنلندا نيستي أوجي للنفط القابضة 50% الأخرى.
- بوبك، مؤسسة بترول بونير 100 ٪ مملوكة من قبل شركة النفط الوطنية الفنزويلية.
- إيسلا مصفاة كوراساو – شركة النفط الوطنية الفنزويلية تستأجر جزيرة مصفاة في الجزيرة، على الرغم من أنه يعتزم إنهاء عقد الإيجار في نهاية 2019. المصفاة تعمل في أقل قدرة لمدة سنتين على الأقل، بسبب مشاكل الصيانة وصعوبة توريد النفط الخام الغير محاولة قانونا الاستيلاء على شحنات النفط بدلا من الدفع عن طريق فنزويلا.[15]
- الشركة استحوذت على حصة أقلية في مصفاة النفط الجامايكي المملوكة للدولة في عام 2006.

شركة لديها مكاتب في الأرجنتين، بوليفيا، البرازيل، كولومبيا، الصين، كوبا، اسبانيا وهولندا.

### السابق
- إنشاء شركة مصفاة, الولايات المتحدة جزر فيرجن – - أغلقت في عام 2015. إنشاء كانت مملوكة من قبل شركة النفط الوطنية الفنزويلية وهيس زيت الجزر العذراء كورب.
- جزر البهاما لتكرير النفط (BORCO), جزر البهاما – شركة النفط الوطنية الفنزويلية كان المالك الوحيد لهذه محطة تخزين النفط في البحر الكاريبي حتى نيسان / أبريل 2008. وكان الملاك الجدد رويال فوباك (20%) الأولى للبلوغ (80%). هو ممارسة الأعمال التجارية كما فوباك محطة جزر البهاما. فإنها بدورها باعت منشأة بوكاي شركاء في عام 2011.
- الرور Oel, ألمانيا – شركة النفط الوطنية الفنزويلية 50% مالك الرور Oel GmbH النصف الآخر ينتمون إلى BP's الألمانية وحدة آرال AG. شركة بيع جزء الروسية روسنفت في أكتوبر / تشرين الأول 2010.

## وصلات خارجية
- شركة النفط الوطنية الفنزويلية - بتروليوس دي فنزويلا